# Кліщинець італійський
Кліщинець італійський (Arum italicum Mill.) — вид рослин родини ароїдні (Araceae).

## Опис
Багаторічна, трав'яниста рослина, від 20 до 80 сантиметрів. Листя має довжину 9–40 см і ширину від 2 до 29 сантиметрів. Суцвіття від 15 до 40 сантиметрів. Покривало від 11 до 38 сантиметрів у довжину, всередині біле, зовні білувато-зелене. Чоловічі квітки жовті до цвітіння. Період цвітіння триває з березня по травень. Ягоди 2,2–13 × 1,5–10, червоні, яскраві; 1–4 насіння на ягоду, 2,2–6 × 2,5–5 мм, яйцювате.

## Поширення
Північна Африка: Алжир; [пн.] Марокко [пн.]; Туніс [пн.]. Західна Азія: Туреччина [пн.сх. & пн.зх.]. Кавказ: Вірменія; Грузія; Росія — Передкавказзя, європейської частини [пд.зх.]. Європа: Велика Британія; [пд.] Швейцарія; Україна [вкл. Крим]; Албанія; Болгарія; Колишня Югославія; Греція [вкл. Крит]; Італія [вкл. Сардинія, Сицилія]; Франція [вкл. Корсика]; Португалія [вкл. Мадейра]; Гібралтар; Іспанія [вкл. Балеарські острови, Канарські острови]. Також культивується. Населяє вологі ґрунти; околиці сіл, сади, скелі й тінисті стіни, і змінені ліси, 0-1720 м.

## Галерея

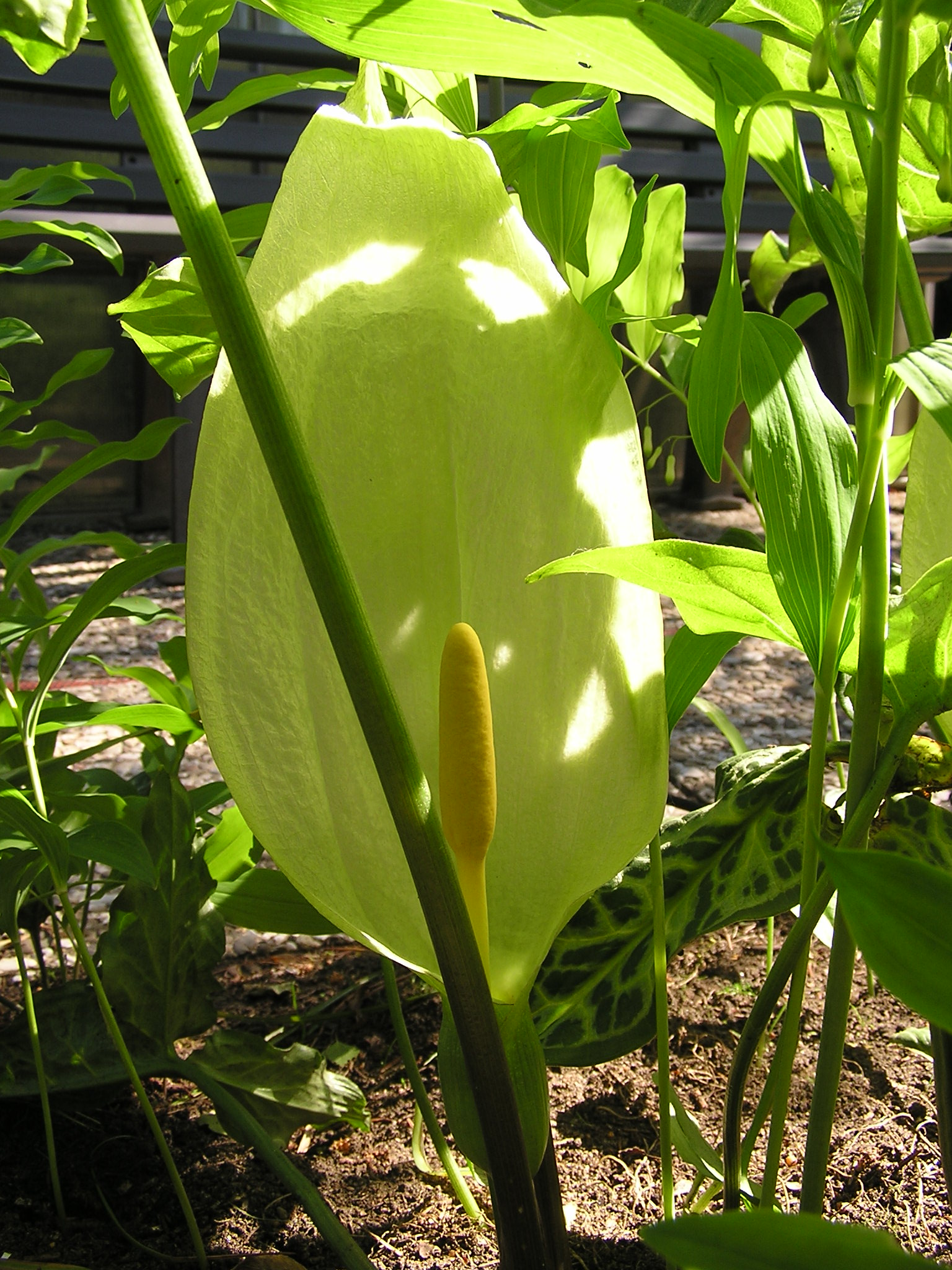
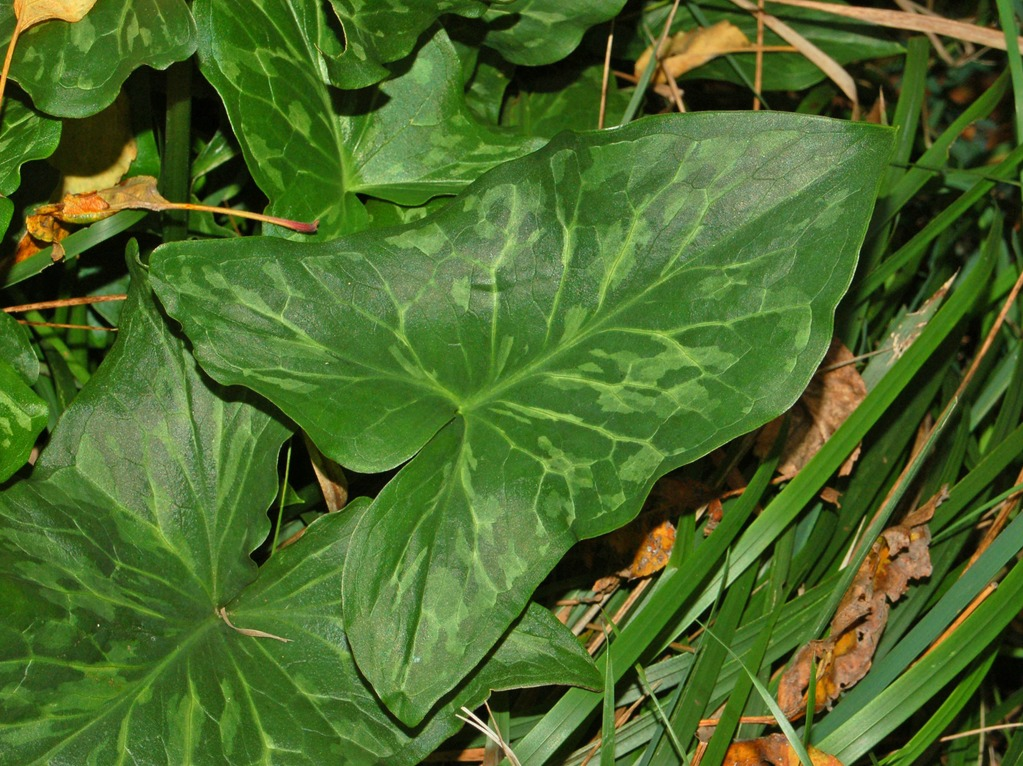
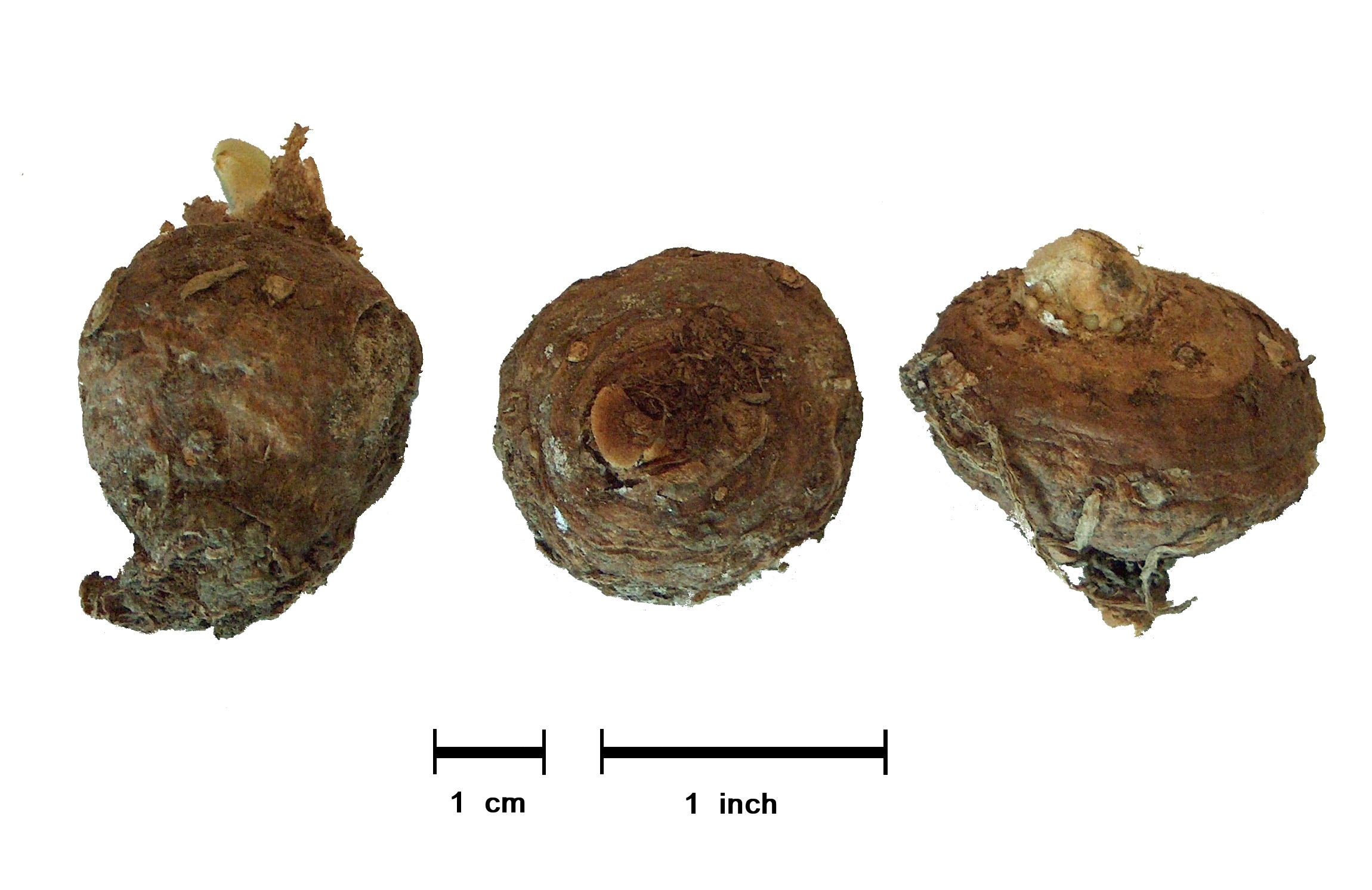